# Княжпогостский район
Княжпого́стский райо́н (коми Княжпогост район) — административно-территориальная единица в составе Республики Коми Российской Федерации. В рамках организации местного самоуправления в границах района функционирует муниципальное образование со статусом муниципального округа (с 2005 до 2024 гг. — муниципальный район).
Административный центр — город Емва.
Княжпогостский район приравнен к районам Крайнего Севера.

## География

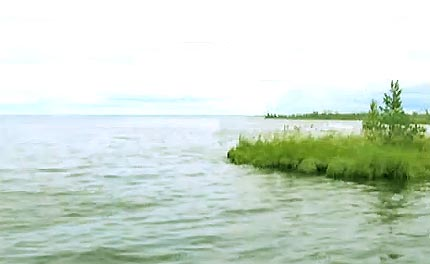
Синдорское озеро. На поверхности озера видна торфяно-растительная кочующая сплавина

Район расположен в центральной части Республики Коми, в бассейне реки Вымь. Граничит с Удорским, Усть-Цилемским, Ухтинским, Корткеросским, Сыктывдинским и Усть-Вымскими районами. Через территорию района проходит железная дорога Котлас—Воркута и автомобильная дорога «Сыктывкар—Сосногорск».
Рельеф представляет слабоволнистую, залесенную и заболоченную равнину, ограниченную с севера Тиманским кряжем (с высотой до 353 м). Почвы: торфяно-болотные, подзолистые, перегнойно-глеевые.
Климат умеренно континентальный. Средняя температура января −17 °C, июля +15’С, среднегодовое количество осадков 550 мм.
Наиболее крупные реки района — Вымь с притоками Весляна, Ёлва. Крупнейшее озеро района (второе место по величине среди всех озёр республики Коми) — Синдорское.
Полезные ископаемые
Известняки, песок, гравий, глина, горючие сланцы, бокситы, каменная соль, торф.
Растительный и животный мир
Леса преимущественно еловые, елово-берёзовые с примесью сосны, реже лиственницы. В них встречаются лось, росомаха, ондатра, речной бобр, глухарь, тетерев, рябчик. В реках и водоёмах обитают ценные породы рыб (сёмга, нельма, сиг, хариус).
Памятники природы
Ботанический памятник природы Кедръёль, Синдорский комплексный заказник, 9 болотных заказников, Вымский ихтиологический заказник.

## История
Княжпогостский район был образован 14 июля 1939 года из северо-восточной части Усть-Вымского района. С июля 1939 года по март 1940 года отбывал срок заключения в Княжпогосте советский военачальник Константин Рокоссовский.
В 1971 году в юго-восточной части Четласской грабен-антиклинальной структуры был выявлен Среднетиманский бокситорудный район. В 1996 году в северной части Княжпогостского района был создан Средне-Тиманский бокситовый рудник, где добываются бокситы, маложелезистые бокситы, базальтовый щебень. Добыча руды на месторождении идёт открытым способом. Влияние бокситового рудника на растительные сообщества лесов оценивается как умеренное. В 2002 году Сибирско-Уральская алюминиевая компания открыла железную дорогу протяженностью 158,15 км, соединившую Средне-Тиманское бокситовое месторождение со станцией Чиньяворык Северной железной дороги.

## Население
| 2002    | 2009    | 2010    | 2011    | 2012    | 2013    | 2014    |
| ------- | ------- | ------- | ------- | ------- | ------- | ------- |
| 29 688  | ↘25 649 | ↘23 432 | ↘23 243 | ↘22 401 | ↘21 854 | ↘21 213 |
| 2015    | 2016    | 2017    | 2018    | 2019    | 2020    | 2021    |
| ↘20 572 | ↘19 925 | ↘19 453 | ↘19 013 | ↘18 716 | ↘18 539 | ↘15 609 |
| 2024    |         |         |         |         |         |         |
| ↘14 981 |         |         |         |         |         |         |

### Урбанизация
Городское население (город Емва и пгт Синдор) составляет 84,31 % от всего населения района (округа).

### Национальный состав
По переписи 2010 года:
- Всего — 23432 чел.
- русские — 16431 чел. (70,4 %),
- коми — 3570 чел. (15,3 %),
- украинцы — 1266 чел. (5,4 %)
- белорусы — 406 чел. (1,7 %)
- азербайджанцы — 310 чел. (1,3 %)
- татары — 203 чел. (0,9 %)
- указавшие национальность — 23323 чел. (100,0 %).

По итогам переписи населения 2020 года проживали следующие национальности (национальности менее 0,1 % и другое, см. в сноске к строке «Другие»):
| Национальность | Численность, чел. | Доля     |
| -------------- | ----------------- | -------- |
| Русские        | 11 078            | 70,97 %  |
| Коми           | 1544              | 9,89 %   |
| Украинцы       | 379               | 2,43 %   |
| Азербайджанцы  | 163               | 1,04 %   |
| Белорусы       | 122               | 0,78 %   |
| Лезгины        | 61                | 0,39 %   |
| Немцы          | 53                | 0,34 %   |
| Татары         | 48                | 0,31 %   |
| Молдаване      | 48                | 0,31 %   |
| Армяне         | 33                | 0,21 %   |
| Чуваши         | 23                | 0,15 %   |
| Марийцы        | 22                | 0,14 %   |
| Узбеки         | 21                | 0,13 %   |
| Другие         | 2014              | 12,91 %  |
| Итого          | 15 609            | 100,00 % |

## Населённые пункты
В Княжпогостском районе (муниципальном округе) 46 населённых пунктов.
| №  | Населённый пункт | Тип     | Население | Бывшее муниципальное образование |
| -- | ---------------- | ------- | --------- | -------------------------------- |
| 1  | Анюша            | деревня | 21        | Шошка                            |
| 2  | Брусничный       | посёлок | ↘75       | Туръя                            |
| 3  | Верхняя Отла     | деревня | 28        | Шошка                            |
| 4  | Весляна          | деревня | 24        | Туръя                            |
| 5  | Ветью            | посёлок | ↘141      | Туръя                            |
| 6  | Вожаёль          | посёлок | ↘135      | Тракт                            |
| 7  | Евдино           | деревня | 5         | Туръя                            |
| 8  | Емва             | город   | ↘10 620   | Емва                             |
| 9  | Злоба            | деревня | →6        | Емва                             |
| 10 | Иоссер           | посёлок | ↘217      | Иоссер                           |
| 11 | Катыдпом         | деревня | 2         | Шошка                            |
| 12 | Керес            | деревня | 0         | Емва                             |
| 13 | Княжпогост       | село    | 114       | Емва                             |
| 14 | Козловка         | деревня | 10        | Шошка                            |
| 15 | Кони             | деревня | 33        | Туръя                            |
| 16 | Кошки            | деревня | 10        | Серёгово                         |
| 17 | Кылтово          | посёлок | 42        | Емва                             |
| 18 | Кыркещ           | деревня | 10        | Емва                             |
| 19 | Луг              | деревня | 20        | Туръя                            |
| 20 | Ляли             | деревня | 56        | Серёгово                         |
| 21 | Ляли             | посёлок | 258       | Серёгово                         |
| 22 | Малиновка        | посёлок | 0         | Иоссер                           |
| 23 | Месъю            | посёлок | 11        | Чиньяворык                       |
| 24 | Мещура           | посёлок | 297       | Мещура                           |
| 25 | Нижняя Отла      | деревня | 19        | Шошка                            |
| 26 | Онежье           | деревня | 60        | Шошка                            |
| 27 | Петкоя           | деревня | 1         | Шошка                            |
| 28 | Политовка        | деревня | 1         | Серёгово                         |
| 29 | Половники        | деревня | 2         | Емва                             |
| 30 | Раковица         | деревня | 11        | Емва                             |
| 31 | Ракпас           | посёлок | 665       | Тракт                            |
| 32 | Ропча            | посёлок | 198       | Иоссер                           |
| 33 | Серёгово         | село    | 483       | Серёгово                         |
| 34 | Симва            | посёлок | 10        | Синдор                           |
| 35 | Синдор           | пгт     | ↘2010     | Синдор                           |
| 36 | Синдор           | деревня | 1         | Синдор                           |
| 37 | Средняя Отла     | деревня | 22        | Шошка                            |
| 38 | Тракт            | посёлок | ↘764      | Тракт                            |
| 39 | Туръя            | село    | ↘120      | Туръя                            |
| 40 | Удор             | деревня | 24        | Емва                             |
| 41 | Часадор          | деревня | 14        | Серёгово                         |
| 42 | Чернореченский   | посёлок | 541       | Тракт                            |
| 43 | Чиньяворык       | посёлок | 1561      | Чиньяворык                       |
| 44 | Чуб              | посёлок | 14        | Емва                             |
| 45 | Шомвуково        | посёлок | 20        | Чиньяворык                       |
| 46 | Шошка            | село    | 277       | Шошка                            |

Упразднённые населённые пункты:
- 2004 год — посёлок Лемъю[29].
- 2009 год — посёлок Пытыръю[30]
- 2023 год — посёлок Седъюдор.

## Административно-территориальное устройство
Административно-территориальное устройство, статус и границы Княжпогостского района установлены Законом Республики Коми от 6 марта 2006 года № 13-РЗ «Об административно-территориальном устройстве Республики Коми»
Район включает 9 административных территорий:
| № | Административная территория                                     | Административный центр | Населённые пункты | Количество населённых пунктов |
| - | --------------------------------------------------------------- | ---------------------- | --- | ----------------------------- |
| 1 | город районного значения Емва с подчинённой ему территорией     | г. Емва                | г. Емва, д. Злоба, д. Керес, с. Княжпогост, пст Кылтово, д. Кыркещ, д. Половники, д. Раковица, д. Удор, пст Чуб      | 10                            |
| 2 | посёлок городского типа Синдор с подчинённой ему территорией    | пгт Синдор             | пгт Синдор, пст Симва, д. Синдор                                                                                     | 3                             |
| 3 | посёлок сельского типа Иоссер с подчинённой ему территорией     | пст Иоссер             | пст Иоссер, пст Малиновка, пст Ропча                                                                                 | 3                             |
| 4 | посёлок сельского типа Мещура с подчинённой ему территорией     | пст Мещура             | пст Мещура, пст Седъюдор                                                                                             | 2                             |
| 5 | село Серёгово с подчинённой ему территорией                     | с. Серёгово            | с. Серёгово, д. Кошки, д. Ляли, пст Ляли, д. Политовка, д. Часадор                                                   | 6                             |
| 6 | посёлок сельского типа Тракт с подчинённой ему территорией      | пст Тракт              | пст Тракт, пст Вожаёль, пст Ракпас, пст Чернореченский                                                               | 4                             |
| 7 | село Туръя с подчинённой ему территорией                        | с. Туръя               | с. Туръя, пст Брусничный, д. Кони, д. Луг, пст Ветью, д. Весляна, д. Евдино                                          | 7                             |
| 8 | посёлок сельского типа Чиньяворык с подчинённой ему территорией | пст Чиньяворык         | пст Чиньяворык, пст Месъю, пст Шомвуково                                                                             | 3                             |
| 9 | село Шошка с подчинённой ему территорией                        | с. Шошка               | с. Шошка, д. Анюша, д. Верхняя Отла, д. Катыдпом, д. Козловка, д. Нижняя Отла, д. Онежье, д. Петкоя, д. Средняя Отла | 9                             |

г. — город
д. — деревня
пгт — посёлок городского типа
пст — посёлок сельского типа
с. — село
Законом Республики Коми от 28 апреля 2017 года № 41-РЗ были объединены административные территории села Туръя с подчиненной ему территорией и посёлка сельского типа Ветью с подчиненной ему территорией в одну административную территорию — село Туръя с подчиненной ему территорией.

## Муниципально-территориальное устройство
В рамках организации местного самоуправления в границах района функционирует муниципальное образование со статусом муниципального округа (с 2005 до 2024 гг. — муниципальный район).
В Княжпогостский муниципальный район с 2017 до 2024 гг. входили 9 муниципальных образований, в том числе 2 городских поселения и 7 сельских поселений.
| №        | Муниципальное образование | Административный центр | Количество населённых пунктов | Население (чел.) | Площадь (км²) |
| -------- | ------------------------- | ---------------------- | ----------------------------- | ---------------- | ------------- |
| 1e-06    | Городское поселение       |                        |                               |                  |               |
| 1        | Емва                      | город Емва             | 10                            | ↘10 710          | 61,25         |
| 2        | Синдор                    | пгт Синдор             | 3                             | ↘2017            | 21,21         |
| 2.000002 | Сельское поселение        |                        |                               |                  |               |
| 2.000003 | Ветью                     | посёлок Ветью          | 3                             | ↘11              | 2,94          |
| 3        | Иоссер                    | посёлок Иоссер         | 3                             | ↘152             | 8,85          |
| 4        | Мещура                    | посёлок Мещура         | 2                             | ↘160             | 3,35          |
| 5        | Серёгово                  | село Серёгово          | 6                             | ↘555             | 5,46          |
| 6        | Тракт                     | посёлок Тракт          | 4                             | ↘522             | 12,91         |
| 7        | Туръя                     | село Туръя             | 4                             | ↘129             | 18,20         |
| 8        | Чиньяворык                | посёлок Чиньяворык     | 3                             | ↘612             | 2,96          |
| 9        | Шошка                     | село Шошка             | 9                             | ↘285             | 6,01          |

В феврале 2012 года были упразднены два сельских поселения:
- Сельское поселение Вожаёль (Вожаёль, Чернореченский) — присоединено к сельскому поселению Тракт законом от 27 февраля 2012 года № 11-РЗ[35],
- Сельское поселение Княжпогост (Злоба, Керес, Княжпогост, Кыркещ, Половники, Раковица, Удор) — присоединено к городскому поселению Емва законом от 5 мая 2012 года 34-РЗ[36].

В апреле 2017 года было упразднено сельское поселение Ветью, которое вошло в сельское поселение Туръя законом от 28 апреля 2017 года № 41-РЗ.
В 2024 году муниципальный район и все входившие в его состав городские и сельские поселения были преобразованы путём их объединения в единый муниципальный округ Княжпогостский.

## Руководство
Руководитель администрации МР «Княжпогостский»
- Немчинов Анатолий Львович (и. о.)

Председатель Совета МР «Княжпогостский», глава МР «Княжпогостский»
- Пугачева Татьяна Ивановна

## Археология
- В 1960 году Г. М. Буровым был открыт археологический памятник эпохи мезолита Висский I торфяник, входящий в комплекс памятников района Синдорского озера. Серия радиоуглеродных дат даёт возраст 8300—7000 лет[39].
- В 1962 году на II Висском торфянике[40] археологической экспедицией под руководством Г. М. Бурова была найдена деревянная (ивовая) фигурка языческого идола, датируемая V—VI веками нашей эры[41].